# Ветрино
Ветрино (до 1934 г. Яссъ̀тепе – „Шарен връх“) е село в Североизточна България.
То е административен център на община Ветрино, област Варна.

## География
През общината минават магистрала „Хемус“, първокласният път Варна – София, второкласният път Айтос – Тервел, ЖП линията София – Варна, магистралният газопровод от Русия за Гърция и Турция (предстои общината да бъде газифицирана). В близост са летище Варна и пристанище „Варна-запад“, а самата община разполага със собствено селскостопанско летище. Село Ветрино е на около 45 км от двата областни центъра – Варна и Шумен. На територията на общината са изградени пет микроязовира.

## Поминък
Ветрино е селскостопански район. От общата площ земеделски територии са 252 616 дка., от които обработваеми – 206 480 дка., горски територии 24 184 дка. Трайните насаждения заемат 2422 дка. Залага се предимно на растениевъдството, отглеждат се пшеница – 68 618 дка., ечемик – 25 306 дка., царевица – 22 481 дка., маслодаен слънчоглед – 38 607 дка. Въвеждат се нетрадиционни селскостопански култури като рапица, резене, лавандула и кориандър.
Развитие бележи пчеларството. Добре вирее гроздето – винено и десертно.
Частният сектор достига 90% от производството и услугите в района. Девет кооперации обработват 87 850 дка. земеделски площи, увеличават се арендаторите (около 30 души) и частните земеделски стопани и сдружения.
Околната среда е съхранена и чиста. Промишлени замърсявания не са отчетени. Общината разполага с почивна база в местността Дюза, край с. Невша и хижа Яйла, в околностите на с. Ягнило. В с. Габърница е изграден етнографски комплекс „Родна стряха“ и се развива селски туризъм.

## История
През годините селището е носило последователно имената: Йъсъ тепе /1573/; Йъсъ тепе /1676/; Яс тепе /1762/; Ясъ-тепе; Ясъ тепе /1866/; Ветрино /1934/.
В околностите е върлувал турският хайдушки войвода Селих Мустафа.
На 27 октомври 1999 г. на първия тур е избран с убедително мнозинство първият демократичен кмет д-р Даниел Господинов със заместник кмет Ирина Маджарова.

## Население
Численост на населението според преброяванията през годините:
| \| Година на преброяване \| Численост \| \| --------------------- \| --------- \| \| 1934 \| 1834 \| \| 1946 \| 1998 \| \| 1956 \| 2307 \| \| 1965 \| 2208 \| \| 1975 \| 1784 \| \| 1985 \| 1493 \| \| 1992 \| 1467 \| \| 2001 \| 1304 \| \| 2011 \| 1062 \| \| 2021 \| 911 \| |           |
| Година на преброяване | Численост |
| 1934 | 1834      |
| 1946 | 1998      |
| 1956 | 2307      |
| 1965 | 2208      |
| 1975 | 1784      |
| 1985 | 1493      |
| 1992 | 1467      |
| 2001 | 1304      |
| 2011 | 1062      |
| 2021 | 911       |

### Етнически състав

#### Преброяване на населението през 2011 г.
Численост и дял на етническите групи според преброяването на населението през 2011 г.:
|                     | Численост | Дял (в %) |
| Общо                | 1062      | 100.00    |
| Българи             | 878       | 82.67     |
| Турци               | 12        | 1.12      |
| Цигани              | 4         | 0.37      |
| Други               | ?         | ?         |
| Не се самоопределят | ?         | ?         |
| Неотговорили        | 163       | 15.34     |

## Религии
православно християнство

## Обществени институции
- Община Ветрино
- Училище „Христо Ботев“
- ОДЗ „Васил Левски“
- Народно читалище "Просвета 1905"

## Културни и природни забележителности
В района има една защитена местност: Голямата канара – карстов каньон с площ 33 ха. Опазват се карстовия каньон и местообитанията на белоопашатия мишелов и египетския лешояд. Запазени са редица културно-исторически забележителности като църквата „Свети Димитър“ и множество други църкви и параклиси, както и паметници на загинали войни.

## Редовни събития
- Димитровден – сбор на с. Ветрино

## Личности
- Иван Кенаров (р. 1930), художник
- Атанас Динев Маджаров (р. 1930 г. във Ветрино), актьор, завършил ВИТИЗ-София през 1953 г. играл на сцените на драматичните театри във Варна, Силистра, Плевен, Пловдив, Велико Търново и Шумен. Участва във филма „Края на песента“. Починал на 27 април 1996 г.

## Галерия
- Снимки от Ветрино
- Училище „Христо Ботев“
- Паметник на падналите за Освобождението
- Красива къща в село Ветрино
- Красива къща в село Ветрино